# Serridonus serratus
Serridonus serratus är en insektsart som beskrevs av Keti Maria Rocha Zanol 1997. Serridonus serratus ingår i släktet Serridonus och familjen dvärgstritar. Inga underarter finns listade i Catalogue of Life.